# Hans Van Laethem
Hans Van Laethem (Ninove, 7 februari 1960 – Revin, 19 juni 2025) was de stadsomroeper van Ninove (België). In 2007 werd hij kampioen belleman van België en de Wereld. In 2013 werd hij voor een tweede maal kampioen Belleman van België. Zijn zoon Tim eindigde in 2022 op de 3de plaats in het Belgische kampioenschap Belleman.
In 2000 werd Van Laethem tweede in de World Town Crier Championships. In 2002 won Van Laethem de Europese titel en in 2005 werd hij wereldkampioen in het Australische Maryborough.
Hij was ereburger van Ninove en er is een  Ninoofse stadsreus op hem gebaseerd.